# الانقلابات العسكرية في باكستان
بدأت الانقلابات العسكرية في باكستان في عام 1958، وكانت هناك محاولات عديدة ناجحة منذ عام 1951. منذ تأسيسها في عام 1947، أمضت باكستان عدة عقود تحت الحكم العسكري (1958 - 1971، 1977 - 1988، 1999 - 2008).